# 파이널 판타지 XII
《파이널 판타지 XII》(일본어: ファイナルファンタジーXII, Final Fantasy XII)는 판타지 스퀘어 에닉스가 개발, 출시한 롤플레잉 비디오 게임으로, 플레이스테이션 2용 가정용 비디오 게임 콘솔용으로 출시되었다. 2006년에 출시된 이 게임은 파이널 판타지 시리즈들 가운데 12번째에 해당한다. 이 게임은 여러 존(zone)으로 나눈 오픈 월드, 심리스 방식의 전투 시스템, 제어 가능한 카메라, 플레이어가 전투 중인 캐릭터의 인공지능(AI)을 제어할 수 있도록 사용자 지정이 가능한 갬빗(gambit) 시스템, 캐릭터에 어느 능력과 무기를 사용할 것인지 결정하는 라이선스(license) 시스템 등 여러 혁신요소들을 시리즈에 도입하였다. 또, 《파이널 판타지 XII》는 초코보, 무글스(Moogles)와 같이 시리즈의 과거 게임의 요소를 포함하고 있다.

## 평가
| 통합 점수      | 통합 점수 |
| 통합사         | 점수      |
| -------------- | --------- |
| 메타크리틱     | 92/100    |
| 평론 점수      |           |
| 평론사         | 점수      |
| 1UP.com        | A         |
| 올게임         | [ 3 ]     |
| 에지           | 9/10      |
| EGM            | 9.0/10    |
| 유로게이머     | 10/10     |
| 패미츠         | 40/40     |
| 게임 인포머    | 9.25/10   |
| 게임스팟       | 9.0/10    |
| 게임트레일러스 | 8.0/10    |
| IGN            | 9.5/10    |
| OPM (UK)       | 10/10     |

| 수상                   | 수상                              |
| 평론사                 | 수상                              |
| ---------------------- | --------------------------------- |
| Edge Awards 2006       | Best Game                         |
| Famitsu Awards 2006    | Game of the Year Award            |
| Japan Game Awards 2006 | Grand Award, Award for Excellence |
| GameSpot Awards 2006   | Best PS2 Game                     |
| IGN Awards 2006        | Best PS2 Game                     |